# 突進
| ウィキペディアには「突進」という見出しの百科事典記事はありません（タイトルに「突進」を含むページの一覧/「突進」で始まるページの一覧）。 代わりにウィクショナリーのページ「突進」が役に立つかもしれません。 |